# Moussa Moïse Sylla
Pour les articles homonymes, voir Sylla_(homonymie) et Moussa Sylla.
Moussa Moïse Sylla, de son nom de naissance Moussa Sylla, est un journaliste, chroniqueur, ministre et communicant guinéen.
Il a nommé Directeur de la direction de communication et de l’information de la présidence de la république de Guinée le 14 décembre 2021. Il a occupé ce poste jusqu'au 13 mars 2024, date à laquelle il a été nommé Ministre de la Culture, du Tourisme et de l'Artisanat puis ministre de la culture et de l'Artisanat dans le gouvernement Bah Oury.

## Biographie et études
De son vrai nom Moussa Sylla, il a fait ses études primaires en Côte d'Ivoire avant de revenir en Guinée en 9ème année ou il a poursuivi son cursus jusqu'à l'obtention du baccalauréat. Son parcours l'a conduit à l’université UNIC de Lambagni en droit public. Il a compléter sa formation par des cours d’aptitude en journalisme[Où ?].
En novembre 2017, Moussa Moïse Sylla s'est retrouvé au cœur d'une controverse qui a rassembler le corps journalistique. Son engagement pour la liberté de la presse l'a conduit à une poursuite judiciaire pour atteinte à la défense nationale. Ce fait a suscité une mobilisation des associations professionnelles des médias dénonçant des tentatives d'intimidation envers la presse.

### Origine du nom
Moussa Moïse Sylla a pris le nom de Moïse pendant qu'il était journaliste à Gangan FM où plusieurs responsables et employés portaient le nom Sylla. Parmi ces personnes, le fondateur du groupe Abé Sylla et le directeur général Mohamed Baba Sylla. Pour ne pas en rajouter aux confusions, le directeur général a dit « Tiens, toi, tu ne vas pas t’appeler Moussa Sylla, mais on va t’appeler Moussa Moïse ».

## Parcours professionnel
Moussa Moïse Sylla a commencé le métier de journaliste à Gangan FM. Il a bénéficié des stages à France Télévision avant d'être correspondant de l’AITV qui relayait les informations de l’Afrique en Europe et qui vendait également des reportages à TV5 Monde. Il est devenu plus tard directeur de l’information d’Espace TV et chroniqueur dans l’émission Les Grandes Gueules où il a exercé jusqu'à la prise du pouvoir par la CNRD le 5 septembre 2021.[pas clair]

## Ministre
Depuis le 13 mars 2024, il est nommé ministre de la culture, du tourisme et de l'artisanat dans le gouvernement Bah Oury en remplacement de Bill de Sam.
Le 29 juillet 2025, la structure du gouvernement est changer, il devient ministre de la culture et de l'Artisanat dans le gouvernement Bah Oury.

## Prix et reconnaissance
- 2022 : La catégorie Médias des J Awards porte désormais son nom[7].